# Julien Peschadour
Julien Peschadour, né le 5 mai 1902 à Sainte-Fortunade (Corrèze) et mort le 9 décembre 1965 à Saint-Priest-de-Gimel (Corrèze), est un homme politique français.

## Biographie
Instituteur, il est élu député SFIO de la Corrèze de 1936 à 1940. Le 10 juillet 1940, il vote les pleins pouvoirs au maréchal Pétain.

## Sources
- « Julien Peschadour », dans le Dictionnaire des parlementaires français (1889-1940), sous la direction de Jean Jolly, PUF, 1960 [détail de l’édition]